# Cluzobra claripennis
Cluzobra claripennis är en tvåvingeart som beskrevs av Dalton de Souza Amorim och Oliveira 2008. Cluzobra claripennis ingår i släktet Cluzobra och familjen svampmyggor. Inga underarter finns listade i Catalogue of Life.